# Куп победника купова у фудбалу 1991/92.
Куп победника купова 1991/1992. је било 32. издање клупског фудбалског такмичења које је организовала УЕФА.
Такмичење је трајало од 21. августа 1991. дo 6. маја 1992. године. Вердер Бремен је у финалу био успешнији од Монака и освојио први трофеј Купа победника купова. Финална утакмица одиграна је на Стадиону светлости у Лисабону. Најбољи стрелац такмичења био је играч Ференцвароша Петер Липчеи са 6 постигнутих голова.

## Резултати

### Прелиминарна рунда
| Меч | Клуб            | Држава   | укупан рез. | Држава   | Клуб             | 1. утак. | 2. утак. |
| --- | --------------- | -------- | ----------- | -------- | ---------------- | -------- | -------- |
| 1   | Штокерау        | Аустрија | 0:2         | Енглеска | Тотенхем хотспер | 0:1      | 0:1      |
| 2   | Голвеј јунајтед | Ирска    | 0:7         | Данска   | Оденсе           | 0:3      | 0:4      |

### Први круг
| Меч | Клуб                | Држава          | укупан рез. | Држава       | Клуб               | 1. утак. | 2. утак.    |
| --- | ------------------- | --------------- | ----------- | ------------ | ------------------ | -------- | ----------- |
| 1   | Норвешка            | Кипар           | 2:8         | Шпанија      | Атлетико Мадрид    | 0:1      | 2:7         |
| 2   | Атинаикос           | Грчка           | 0:2         | Енглеска     | Манчестер јунајтед | 0:0      | 0:2(п.с.н.) |
| 3   | Катовице            | Пољска          | 3:3(п.г.г.) | Шкотска      | Мадервел           | 2:0      | 1:3         |
| 4   | Омонија             | Кипар           | 0:4         | Белгија      | Клуб Бриж          | 0:2      | 0:2         |
| 5   | Бакау               | Румунија        | 0:11        | Немачка      | Вердер Бремен      | 0:6      | 0:5         |
| 6   | Левски Софија       | Бугарска        | 3:7         | Мађарска     | Ференцварош        | 2:3      | 1:4         |
| 7   | Ајзенхитенштат Штал | Немачка         | 1:5         | Турска       | Галатасарај        | 1:2      | 0:3         |
| 8   | Оденсе              | Данска          | 1:4         | Чехословачка | Бањик Острава      | 0:2      | 1:2         |
| 9   | Гленавон            | Северна Ирска   | 4:4(п.г.г.) | Финска       | Илвес              | 3:2      | 1:2         |
| 10  | ЦСКА Москва         | Совјетски Савез | 2:2(п.г.г.) | Италија      | Рома               | 1:2      | 0:1         |
| 11  | Норћепинг           | Шведска         | 6:1         | Луксембург   | Женес Еш           | 4:0      | 2:1         |
| 12  | Свонзи Сити         | Велс            | 1:10        | Француска    | Монако             | 1:2      | 0:8         |
| 13  | Валур               | Исланд          | 1:2         | Швајцарска   | Сион               | 0:1      | 1:1         |
| 14  | Партизани           | Албанија        | 0:1         | Холандија    | Фајенорд           | 0:0      | 0:1         |
| 15  | Хајдук Сплит        | СФРЈ            | 1:2         | Енглеска     | Тотенхем хотспер   | 1:0      | 0:2         |
| 16  | Валета              | Малта           | 0:4         | Португалија  | Порто              | 0:3      | 0:1         |

### Други круг
| Меч | Клуб             | Држава     | укупан рез.     | Држава       | Клуб               | 1. утак. | 2. утак.    |
| --- | ---------------- | ---------- | --------------- | ------------ | ------------------ | -------- | ----------- |
| 1   | Атлетико Мадрид  | Шпанија    | 4:1             | Енглеска     | Манчестер јунајтед | 3:0      | 1:1         |
| 2   | Катовице         | Пољска     | 0:4             | Белгија      | Клуб Бриж          | 0:1      | 0:3         |
| 3   | Вердер Бремен    | Немачка    | 4:2             | Мађарска     | Ференцварош        | 3:2      | 1:0         |
| 4   | Галатасарај      | Турска     | 2:2(п.г.г.)     | Чехословачка | Бањик Острава      | 0:1      | 2:1         |
| 5   | Илвес            | Финска     | 3:6             | Италија      | Рома               | 1:1      | 2:5         |
| 6   | Норћепинг        | Шведска    | 1:3             | Француска    | Монако             | 1:2      | 0:1         |
| 7   | Сион             | Швајцарска | 0:0 3:5 ( пен.) | Холандија    | Фајенорд           | 0:0      | 0:0(п.с.н.) |
| 8   | Тотенхем хотспер | Енглеска   | 3:1             | Португалија  | Порто              | 3:1      | 0:0         |

### Четвртфинале
| Меч | Клуб            | Држава    | укупан рез. | Држава    | Клуб             | 1. утак. | 2. утак. |
| --- | --------------- | --------- | ----------- | --------- | ---------------- | -------- | -------- |
| 1   | Атлетико Мадрид | Шпанија   | 4:4(п.г.г.) | Белгија   | Клуб Бриж        | 3:2      | 2:1      |
| 2   | Вердер Бремен   | Немачка   | 2:1         | Турска    | Галатасарај      | 2:1      | 0:0      |
| 3   | Рома            | Италија   | 0:1         | Француска | Монако           | 0:0      | 0:1      |
| 4   | Фајенорд        | Холандија | 1:0         | Енглеска  | Тотенхем хотспер | 1:0      | 0:0      |

### Полуфинале
| Меч | Клуб      | Држава    | укупан рез. | Држава    | Клуб          | 1. утак. | 2. утак. |
| --- | --------- | --------- | ----------- | --------- | ------------- | -------- | -------- |
| 1   | Монако    | Француска | 3:3(п.г.г.) | Холандија | Фајенорд      | 1:1      | 2:2      |
| 2   | Клуб Бриж | Белгија   | 1:2         | Немачка   | Вердер Бремен | 1:0      | 0:2      |

### Финале
| Меч | Клуб          | Држава  | укупан рез. | Држава    | Клуб   |
| --- | ------------- | ------- | ----------- | --------- | ------ |
| 1   | Вердер Бремен | Немачка | 2:0         | Француска | Монако |

| Освајач Купа победника купова у фудбалу 1991/92. |
| ------------------------------------------------ |
| Вердер Бремен 1. Титула                          |